# Vene pudendale interne
Venele pudendale interne (sau venele rușinoase interne) sunt un grup de vene situate pelvis. Sunt venele comitante ale arterei pudendale interne. Ele încep din venele profunde ale vulvei și din venele profunde ale penisului, ce provin din bulbul vestibulului și respectiv din bulbul penisului. Ele însoțesc artera pudendală internă și se unesc pentru a forma un singur vas, care se termină în vena iliacă internă. Ei primesc și venele bulbului uretral, venele perineale și venele hemoroidale inferioare. vena dorsală profundă a penisului comunică cu venele pudendale interne, dar se termină, în principal, în plexul pudendal. 